# Bareggio
Bareggio ist eine Gemeinde mit 17.161 Einwohnern (Stand 31. Dezember 2023) in der Metropolitanstadt Mailand, Region Lombardei. 
Die Nachbarorte von Bareggio sind Pregnana Milanese, Cornaredo, Sedriano, Cusago und Cisliano.

## Bevölkerungsentwicklung
Bareggio zählt 6.515 Privathaushalte. Zwischen 1991 und 2001 stieg die Einwohnerzahl von 14.300 auf 15.759. Dies entspricht einem prozentualen Zuwachs von 10,2 %.

## Söhne und Töchter des Ortes
- Alessandro Maggiolini (1931–2008), Bischof von Como
- Pierluigi Nicolin (1941–2025), Architekt, Intellektueller, Autor, Kritiker und Hochschullehrer